# Anthea Bell
Anthea Bell (Suffolk, 10 maggio 1936 – Londra, 18 ottobre 2018) è stata una traduttrice inglese.
È nata nel Suffolk e ha frequentato il Somerville College di Oxford, è la figlia del giornalista Adrian Bell e sorella di Martin Bell, anch'esso giornalista ed ex politico. Ha tradotto molte opere letterarie, in particolare letteratura per bambini, dal francese, dal tedesco e dal danese. Questi includono Austerlitz di W.G. Sebald, la trilogia di Inkworld di Cornelia Funke e i fumetti francesi di Asterix insieme al co-traduttore Derek Hockridge.
Bell è morta il 18 ottobre 2018 per complicazioni dovute alla malattia di Alzheimer all'età di 82 anni.